# Cabinet Albrecht III
Land de Basse-Saxe
Albrecht II Albrecht IV
Le cabinet Albrecht III (en allemand : Kabinett Albrecht III) est le gouvernement du Land allemand de la Basse-Saxe entre le 28 juin 1978 et le 22 juin 1982, durant la neuvième législature du Landtag.

## Majorité et historique
Dirigé par le ministre-président chrétien-démocrate sortant Ernst Albrecht, ce gouvernement est constitué et soutenu la seule Union chrétienne-démocrate d'Allemagne (CDU). Elle dispose de 83 députés sur 155, soit 53,5 % des sièges au Landtag.
Il est formé à la suite des élections régionales du 4 juin 1978 succède au cabinet Albrecht II, constitué et soutenu par une « coalition noire-jaune » entre la CDU et le Parti libéral-démocrate (FDP). Lors du scrutin, la CDU conquiert la majorité absolue des sièges, avec 48,7 % des voix, tandis que le FDP passe sous la barre des 5 % des suffrages exprimés et se trouve exclue du Parlement régional.
Lors des élections régionales du 21 mars 1982, les chrétiens-démocrates progressent encore et remportent 50,7 % des voix, soit 87 députés sur 171. Un tel succès, inédit et jamais réédité, permet la formation du cabinet Albrecht IV.

## Composition

### Initiale (28 juin 1978)
- Les nouveaux ministres sont indiqués en gras, ceux ayant changé d'attributions en italique.

| Portefeuille                                               | Titulaire | Titulaire | Parti |
| ---------------------------------------------------------- | --------- | --- | ----- |
| Ministre-président                                         |           | Ernst Albrecht                                                                                                 | CDU   |
| Vice-ministre-président Ministre des Affaires fédérales    |           | Wilfried Hasselmann                                                                                            | CDU   |
| Ministre de l'Intérieur                                    |           | Egbert Möcklinghoff                                                                                            | CDU   |
| Ministre de l'Économie et des Transports                   |           | Birgit Breuel                                                                                                  | CDU   |
| Ministre de l'Alimentation, de l'Agriculture et des Forêts |           | Gerhard Glup                                                                                                   | CDU   |
| Ministre des Finances                                      |           | Walther Leisler Kiep (jusqu'au 04/11/1980) Ernst Albrecht (par intérim) Burkhard Ritz (à partir du 03/12/1980) | CDU   |
| Ministre de la Justice                                     |           | Hans-Dieter Schwind                                                                                            | CDU   |
| Ministre de l'Éducation                                    |           | Werner Remmers                                                                                                 | CDU   |
| Ministre de la Science et de la Culture                    |           | Eduard Pestel (jusqu'au 20/05/1981) Johann-Tönjes Cassens                                                      | CDU   |
| Ministre des Affaires sociales                             |           | Hermann Schnipkoweit                                                                                           | CDU   |